# Humlor
Humlor (Bombus) är ett släkte av insekter tillhörande familjen långtungebin (Apidae) inom överfamiljen bin (Apoidea). Släktet förekommer främst på norra halvklotet, med enstaka arter i Sydamerika.
Individerna inom släktet är kraftigt byggda. Kroppen har tätt sittande hår som i regel ger ett tvärrandigt utseende i svart, vitt och gult eller brunrött. Gadden är nästan osynlig och utan hullingar, och giftet är svagare än hos honungsbiet.
Humlesläktet utom undersläktet snylthumlorna (Psithyrus) har ibland beskrivits under namnet sociala bin.

## Anatomi och fysiologi
Som för alla insekter delas humlans kropp in i huvud, mellankropp och bakkropp. Huvudet har antenner, ögon samt käkar och övriga mundelar, bland annat tungan. Mellankroppen bär upp vingarna, flygmusklerna och benen. Bakkroppen innehåller matsmältningsorgan, könsorgan och gadd.

### Ögon
En humla har två typer av ögon: Sammansatta fasettögon och enkla punktögon, som vanligtvis sitter uppe på hjässan.

### Tunga
Tungan används för att suga upp nektar med. I vila hålls den indragen i ett fodral och ihopfälld i huvudet och mellankroppen. Humlor räknas till långtungebin, men trots namnet varierar tunglängden hos olika arter. Exempelvis är hushumla, ljus jordhumla och mörk jordhumla korttungade, medan åkerhumla har en relativt lång tunga.

### Hörsel
Humlor har inga specialiserade hörselorgan, det vill säga de saknar öron, och det är inte känt ifall de kan uppfatta luftburna ljudvågor. Däremot kan de uppfatta ljudvibrationer i fasta material som exempelvis underlaget.

### Gadd
Gadden är förbunden med en giftkörtel och används främst vid försvar. Den har bildats av det omvandlade äggläggningsröret, och finns därför bara hos honorna. Den har helt förlorat sin ursprungliga funktion som äggläggningsrör; hos drottningarna kommer ägget ut vid gaddens bas. Gadden syns nästan inte på grund av den ludna bakkroppen. I likhet med vad som är fallet hos de flesta gaddsteklar utom honungsbina har den inte några hullingar och kan därför användas flera gånger. Giftet är dock svagare än honungsbiets.

### Vax
I bakkroppen finns även vaxkörtlar, som mynnar ut mellan segmenten. Det är bara honorna som producerar vax, som tränger fram som flagor, vilka skrapas av med benen och formas med mundelarna. Vaxet används som tätningsmaterial och hos många arter för att konstruera nektarbehållare.

### Honungsmage
Större delen av bakkroppen upptas emellertid av honungsmagen, en stor säck som är ansluten till mundelarna. Den rymmer mellan 0,06 och 0,20 ml nektar, beroende på humlans storlek. Det mesta av innehållet tar humlan med till boet, där det används som näring åt larverna. Humlan kan emellertid överföra en del av innehållet till sitt eget matsmältningssystem, om hon skulle bli hungrig under en nektarinsamlingsrunda.

### Könsskillnader
Förutom gadden skiljer sig honorna från hanarna genom att de har antenner med 12 leder, sex segment på ovansidan av bakkroppen (kallade tergiter; motsvarande segment på undersidan kallas sterniter), en skålformig pollenkorg på skenbenet (innersta leden) samt en gadd. Hanarna har 13-ledade antenner, stora ögon, saknar pollenkorg och gadd samt har sju tergiter i stället för sex. Bakkroppen är oftast slankare hos hanarna, men den sista tergiten hos hanarna är trubbigare än honornas.
I samband med parningen har hanarna stor hjälp av sina könsferomoner (se närmare nedan under avsnittet om Parning). Dessa produceras av modifierade spottkörtlar, som växer till kraftigt under de första dagarna av de fullbildade hanarnas liv, och tar upp den största platsen i deras huvuden.

### Temperatur
Humlor är i stånd att reglera sin kroppstemperatur genom att förbränna kolhydrater (socker från nektar) i sin muskulatur.. Ska humlan kunna flyga måste temperaturen i bröstpartiet vara över 30 °C. En nedkyld humla måste därför ägna tid åt att värma upp sig så att den kan flyga. Detta sker normalt genom att den vibrerar de stora vingmusklerna så att värme alstras. Vissa forskare anser att den även har förmåga att generera värme genom att direkt förbränna socker i muskulaturen utan någon fysisk muskelaktivitet med hjälp av enzymet fruktosbifosfatas, något som framför allt skall ske om en vilande humla blir störd och snabbt måste få upp temperaturen. Det förefaller som åtminstone vissa arter även kan alstra värme genom att förbränna proteiner. Aktiva humlor har en kroppstemperatur på över 30 till närmare 40 °C; vanligtvis nära det högre värdet. Förmågan till värmealstring gör också att man kan se humlor flyga vid mycket låga temperaturer. På kalfjället är det inte ovanligt att se humledrottningar flyga i snöväder, med temperaturer runt noll grader. När humlorna är inaktiva, sänker de "termostaten" och blir "växelvarma" och kroppstemperaturen anpassar sig till omgivningen.

### Flygförmåga
Precis som alla steklar har humlorna fyra vingar, men de är parvis ihopkopplade med ett antal hakar så att fram- och bakvingar arbetar som en enhet.
Humlans flykt karaktäriseras av en oscillerande vinge, som mer påminner om ett helikopterblad än en flygplansvinge. Utöver det skapar humlevingens form och rörelsemönster en luftvirvel precis ovanför vingen som ger upphov till ökad lyftkraft. Dessutom använder humlan liksom många andra insekter upplagrad energi vid generering av rörelseenergi som sedan släpps lös momentant. Energilagringen inför varje vingslag sker med hjälp av ett elastiskt ämne, kallat resilin, som är det mest elastiska ämne vetenskapen känner till, mycket mer elastiskt än någon konstprodukt. 
Humlans flygförmåga, liksom för många andra insekter, bygger på resilinets energilagrande förmåga i kombination med en klickmekanism i form av små hakar. Dessa fungerar som spärr för att inte släppa iväg energin innan en viss anspänning uppnåtts. Detta plötsliga utlösande av spänningen gör att vingen rör sig med en tvär, plötslig rörelse med hög effektivitet. Det kan jämföras med människans användning av pilbåge för att lagra energi och släppa iväg den med stor effektivitet. Klickmekanismen gäller för både upp- och nedslag av vingen.

## Ekologi
Humlorna är eusociala bin, det vill säga samhällsbildande bin med drottning, hanar och arbetare. Ett undantag är dock snylthumlor (undersläktet Psithyrus), även kallade gökhumlor, vilka lever som boparasiter i bon av andra, sociala humlor. Ofta är de specialiserade att parasitera en viss humleart. Snylthumlorna betraktades länge som det egna släktet Psithyrus men kategoriseras idag som ett undersläkte inom släktet Bombus.. 
De sociala humlornas samhällen är i regel ettåriga, och grundas av en övervintrande, befruktad drottning.  Hos humlorna parar sig drottningen vanligen bara en gång, medan hanen kan para sig flera gånger. Parningen tar ofta lång tid, upp till 40 minuter hos mörk jordhumla, längre om hanen har parat sig tidigare. (Detta till skillnad från honungsbina, där hanen dör direkt efter parningen.) Efter att en ung drottning har parat sig, vanligen under sensommaren, övervintrar hon, hos de flesta arter nedgrävd i marken. Innan övervintringen har hon ätit sig fet för att klara vinterdvalan. När hon kommit fram från övervintringen äter hon både nektar och pollen; inte minst behöver hon proteinrikt pollen för att hennes äggstockar skall utvecklas. När detta har skett börjar hon söka en plats för att bygga bo på. Hon fodrar ofta boet med gräs eller mossa. Honan samlar också in nektar och pollen som hon förvarar i boet, dels som mat för sig själv medan hon tar hand om den första kullen ägg och larver, men också som näring för sin avkomma. Den första kullen ägg producerar alla arbetare, vilket innebär att de har befruktats med den sperma honan har förvarat i sin kropp efter befruktningen. Obefruktade ägg producerar alla hanar. Innan larverna har kommit fram, ruvar honan äggen för att hålla dem varma, och efter det larverna kläckts fortsätter hon producera värme så att temperaturen i boet ligger på minst 30° C. När den första kullen arbetarna kommit fram, tar de över mycket av arbetet med att hålla varmt i boet, sköta om avkomman och hämta föda. Mot sensommaren börjar honan lägga obefruktade ägg som utvecklas till hanar, och en del honlarver utvecklas till drottningar.
Hanarna samlar inte pollen och inte heller nektar, annat än för omedelbar, egen konsumtion.

### Parning
De flesta av årets nyligen fullbildade humlehanar letar efter honor genom patrullering. Detta innebär att hanarna flyger runt längs en bana med bestämda punkter i terrängen, ofta löv, kvistar eller stenar, där de avsätter feromoner för att locka till sig parningsvilliga ungdrottningar. Feromonerna avsätts i regel två gånger per dag, och de patrullerande hanarna inspekterar regelbundet sina markeringar för att se om några honor har lockats dit. Habitat och geografisk positionering av patrolleringssträckorna varierar från art till art; exempelvis patrullerar stenhumlehanar i skogar i höjd med trädtopparna, ängshumla i höjd med buskage, medan trädgårdshumlas hanar föredrar att flyga i markhöjd på mer skuggig skogsmark och markerar på trädbaserna.
Mindre vanligt är att humlehanarna etablerar sig på höga objekt i naturen där de spanar efter honor. Hanen kan välja ut mer än en utsiktspunkt, men vanligen inte fler än tre. Även i det fallet använder han sexuella feromoner, men för att markera platsen eller platserna han utsett till sina utsiktspunkter. Ser hanen ett objekt flyga förbi, flyger han direkt i kapp det utan att först avgöra om det är en hona eller ej. Hanarna hos arter som använder denna parningsstrategi känns i regel igen på sina stora ögon.
Ett tredje sätt att leta upp honor att para sig med tillämpas av ett mindre antal arter i Europa och Nordamerika. De väntar vid ingången till ett bo på att de fullbildade ungdrottningarna skall komma ut. De väntande hanarna är ofta påtagligt aggressiva, de kan slåss mot varandra, och det förekommer även att ungdrottningar jagas tillbaka in i boet av särskilt påstridiga hanar.
Efter att hanarna och ungdrottningarna parat sig med andra honor och hanar dör kolonin ut med alla sina invånare, förutom de unga, parade drottningarna som övervintrar för att grunda nya samhällen.

### Larvernas uppfödning
Den exakta uppbyggnaden av boet varierar från art till art. Larvernas huvudföda är emellertid alltid pollen, ofta blandat med nektar till vad som brukar kallas bibröd. Hos vissa arter fylls matförrådet upp kontinuerligt, medan andra arter redan från början förser larven med all näring den kan behöva i en ficka i larvcellen.

### Snylthumlornas ekologi
Snylthumlorna samlar inte pollen, och har därför inga pollenkorgar på bakbenen. De saknar arbetare, och drottningen tar över värdboet genom att (vanligtvis) döda den gamla drottningen. Hon kan också låta denna leva, men äta upp hennes ägg alltefter som de läggs och ersätta dem med sina egna. Vissa snylthumlor låter dock en del av värdhumlornas ungar leva, troligtvis för att få fler arbetare som kan hjälpa till med uppfödningen. En del deltar även i uppfödningen av sin egen avkomma. Värdhumlornas arbetare kontrolleras vanligen genom fysiskt våld. Vissa arter, som till exempel åkersnylthumla, förefaller att även använda feromoner. Snylthumlehonorna är anpassade till sin aggressiva livsstil genom tjockare kroppspansar, kraftigare gadd och större käkar.

### Föda och födosök

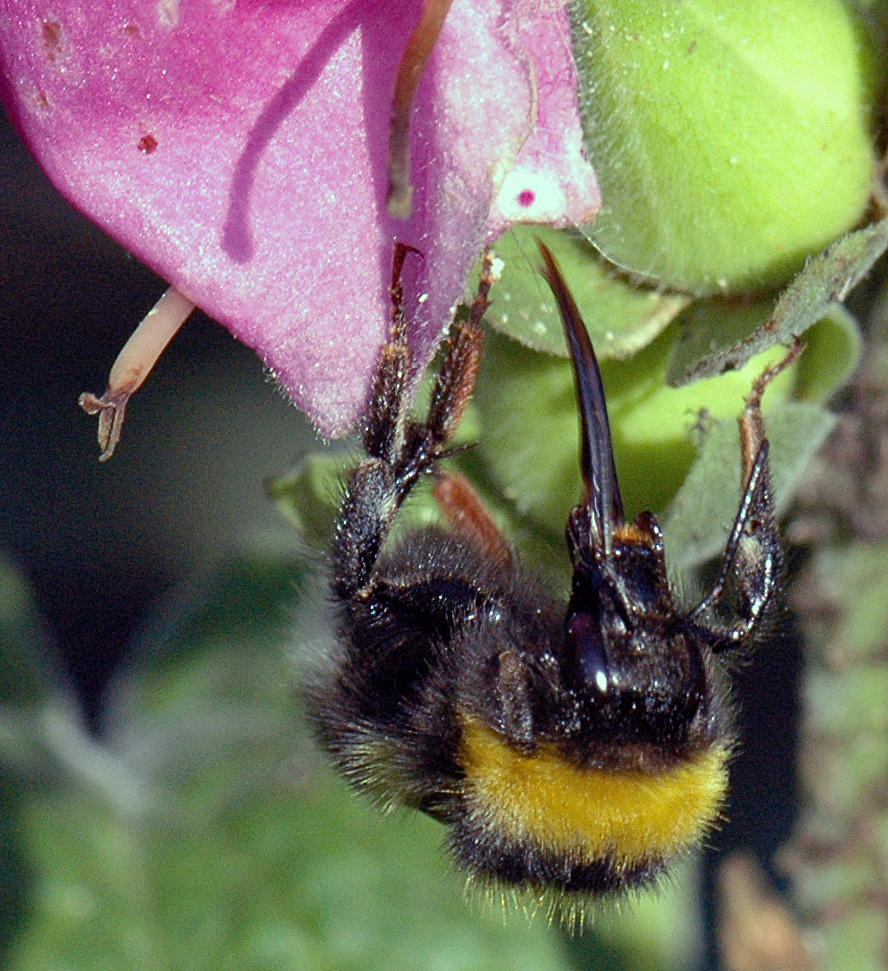
En humla med utsträckt tunga

Många humlor har längre tungor i förhållande till kroppsstorleken än honungsbin. Det syns tydligt när sådana humlor besöker blommor, där honungsbina inte kommer åt nektarn, eftersom blomkalkarna är för djupa. Vissa korttungade humlearter kryper inte in i blomkalkarna på långpipiga blommor utan biter i stället hål i sidan på blomkalken. 
Humlor flyger även på blommor där nektarns sockerhalt är relativt låg. Humlor är norra halvklotets viktigaste pollinerare; de besöker flest arter av blommande växter. Humlornas pollinering av klövervallar är av stor ekonomisk betydelse för jordbruket. Andra exempel är blåbär samt många av våra odlade bärbuskar och fruktträd..
En av orsakerna till att humlorna är så viktiga pollinerare är att många arter har en särskild metod för att samla pollen, känd under den engelska beteckningen "buzz pollination" (ungefär "vibrationspollinering"). Den innebär att det pollinerande biet (ofta en humla) vibrerar sina flygmuskler kraftigt för att på det viset skaka loss pollen, eftersom vissa blomsterarter kräver detta. Bland annat tomat och en del andra arter i familjen potatisväxter, som saknar nektar och därför inte är intressanta för honungsbin, blir pollinerade av humlor som använder denna metod för att samla pollen från växterna ifråga.
Tidigt på våren kan humledrottningarna livnära sig på nektar och pollen från sälg, tussilago, krokus och påskliljor.Senare är bland annat blommor på blåbär, fruktträd, kryddväxter som timjan och gurkört, samt vilda växter som rallarros och maskrosor värdefulla näringskällor för humlorna. Det är viktigt med en stadig tillgång på olika blommande växter under säsongen.
Sent på sommaren kan man ofta finna stora mängder döda humlor under lindar. Tidigare trodde man att det berodde på att vissa lindar skulle producera giftig nektar. Det som händer är dock att blommorna snabbt töms på nektar, men humlorna stannar ändå kvar på grund av den attraktiva doften och svälter till sist ihjäl. 

## Predatorer
Humlor utgör föda åt många djur. Grävlingar plundrar gärna humlebon, som de gräver upp med sina kraftiga klor för att komma åt larverna och den lagrade födan. I Nordamerika gör skunkar likadant. Även rävar, minkar, vesslor, björnar, näbbmöss och skogsmöss tar humlor. Också fåglar som grå flugsnappare, biätare, mesar (bland annat talgoxe) och rödhake fångar humlor. I samband med det gnider de vanligen humlan mot något föremål för att få bort gadden. Humlor är även hotade av andra leddjur, som krabbspindlar, som ligger på lur i blommor, samt rovflugor och getingar, som fångar dem i flykten. I Nordamerika fångar även bivargar humlor, som de bedövar med sin gadd och tar hem till bona, där de får tjäna som levande, och därför alltid färsk föda åt larverna. (I Europa brukar bivargarna främst ta honungsbin.)
Humlemottens larver angriper humlors larver och puppor. Även larverna av spyflugearten Brachicoma devia livnär sig på humlelarver.

### Kvalster
Humlor har ofta mycket små kvalster som kryper på kroppen. De flesta av dessa är harmlösa djur som bara utnyttjar humlan som transport, och som lever i humlebona där de äter avskräde, mindre leddjur som också vistas i humleboet, och möjligen kan snylta av vax och pollenförråd. Det finns emellertid skadliga kvalster som lever som parasiter på humlor. Locustacarus buchneri till exempel, lever i trakéerna på humledrottningar, där kvalsterhonan kan lägga upp till 50 ägg. Avkomman utvecklas inuti humlans kropp. Det är emellertid osäkert exakt hur stor skada de kan göra på humlan.

## Utbredning
Det finns ungefär 250 beskrivna humlearter i världen. Det exakta antalet är dock svårt att ange på grund av oenighet bland forskarna om släktets taxonomi.
De flesta humlor förekommer i Gamla världens norra, tempererade regioner, även om det finns en del arter i Sydamerika och Nya Zeeland (de senare är dock införda som pollinatörer). I varmare klimat finns de ofta i högläntare, svalare bergsregioner. I Sydamerika finns dock ett mindre antal arter som även förekommer i tropiskt klimat, som exempelvis Amazonas. Å andra sidan finns fyra arter, Bombus polaris och dess boparasit Bombus natvigi samt polarhumlan och dess boparasit tundrahumlan uteslutande i Arktis och angränsande områden.
Ett stort antal humlearter har gått tillbaka kraftigt de senaste decennierna, både i Europa och Nordamerika. I en studie gjord 2007 i 11 europeiska länder konstaterades att mellan 1950 och 2000 hade 13 arter dött ut i minst ett av länderna, av dem 4 i hela det undersökta området. I Nordamerika förefaller det som om den stora nedgångsperioden inträffade redan 1940–1960. Den främsta orsaken anges vara det moderna, högintensiva jordbruket med dess många monokulturer, speciellt ifråga om gräs, och nedgången på obrukad ängsmark. Detta har lett till en nedgång av blommande växter, som tjänar till föda för många bin. I Nordamerika har en liknande utveckling skett i samband med uppodlingen av Mellanvästerns prärie.
Ett anmärkningsvärt undantag från den generella minskningen av humlepopulationen är vitnoshumlan (även kallad uralhumla), som tydligt har expanderat från Östeuropa. Den nådde Tyskland 1998, Slovakien 2011, upptäcktes i Norge 2013, och observerades i Sverige den 15 juni 2017.
Den ökade användningen av bekämpningsmedel i jordbruket har med stor sannolikhet bidragit till en nedgång av humlefaunan. Eftersom humledöd ute i naturen är svårare att konstatera jämfört med exempelvis bin så har man inga säkra siffror rörande humlor, men den nära släktskapen mellan humlor och honungsbin gör det mycket troligt att humlor påverkas på samma sätt. Flera omfattande dödsfall hos honungsbin har rapporterats i samband med besprutning av rapsodlingar. Vissa ansträngningar att ta fram bekämpningsmedel med ett snävare effektspektrum har emellertid gjorts.

### Humlor i Sverige och Finland
I Sverige finns 41 arter av humlor, medan det i Finland finns 39 arter.
Av de humlor som förekommer med svenskt namn i tabellen nedan, saknas frukthumla (Bombus pomorum), stäpphumla (Bombus cullumanus) och fälthumla (Bombus ruderatus) i både Sverige och Finland. En viktig skillnad är att inga av arterna någonsin har funnits i Finland, och därför inte listas av Finlands Artdatacenter, medan den svenska Artdatabanken listar dem som nationellt utdöda. Inte heller sydsnylthumlan (Bombus vestalis) är listad i den finländska artförteckningen, men väl i den svenska. Å  andra sidan inkluderar Finlands Artdatacenter arterna Bombus patagiatus och Bombus sichelii, trots att de inte ännu finns i landet (men väl väntas flytta dit inom kort).
Frukthumlan har påträffats i Sverige 1911, men arten kategoriseras alltså som nationellt utdöd där.
Stäpphumlan (Bombus cullumanus) rödlistades som nationellt utdöd i Sverige 2010, och fälthumlan (Bombus ruderatus) 2015. Alla tre humlorna saknas helt i Finlands artdatacenters förteckning över finländska humlor. Även tjuvhumla (Bombus wurflenii) och sydsnylthumla saknas i Finland, trots att de förekommer i Sverige. 
Ljus jordhumla kallas fortfarande lundhumla på finlandssvenska, och trädgårdssnylthumla kallas gårdssnylthumla.

## Kulturellt inflytande

### Ekonomisk betydelse

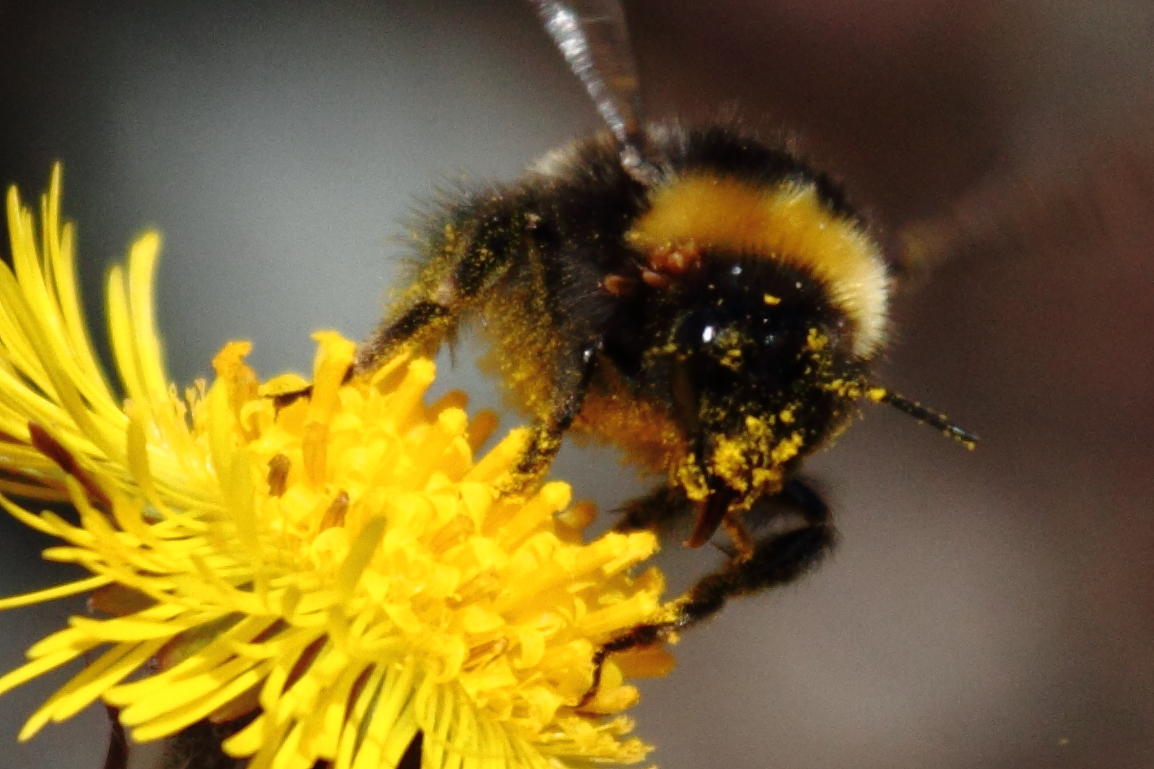
Ljus jordhumla full med pollen som den sprider mellan blommor (pollinering)

Då humlorna inte lagrar honung (förutom i mindre mängder åt larverna) är de inte kommersiellt intressanta som producerande husdjur, däremot utnyttjas i hög grad deras skicklighet som pollinerare. Deras betydelse för pollinering av tomater med hjälp av vibrationspollinering har redan nämnts. Den omfattande handeln med kommersiellt uppfödda humlebon har dock lett till problem: När humlor uppfödda i ett visst område importeras till ett annat, kanske en helt ny världsdel, underlättas spridningen av insektsjukdomar till områden, där det inte finns en naturlig immunitet. Det finns också en risk att introducerade arter skall rymma och etablera sig i nya områden, och på så sätt konkurrera ut inhemska arter. Lokal, kommersiell produktion av humlor har därför ökat.

### Myter
En långlivad myt om humlor är att de enligt fysikaliska lagar inte borde kunna flyga, och att det är en gåta att de flyger ändå. Denna myt blev populär på 1930-talet när den berömde aerodynamikern och föreläsaren John McMasters återberättade en anekdot om en schweizisk aerodynamiker som vid en middagsbjudning gjorde några ungefärliga beräkningar, och konstaterade att enligt hans ekvationer så kunde inte humlor flyga. Enligt vad dåtidens aerodynamiker kände till, i form av aerodynamikens grundlagar, ansågs inte en humla kunna skapa tillräckligt med lyftkraft på grund av sina relativt små vingar, låga flyghastighet och tyngd. Detta resonemang är snarare ett bevis på att humlor inte kan glidflyga. 

## Galleri

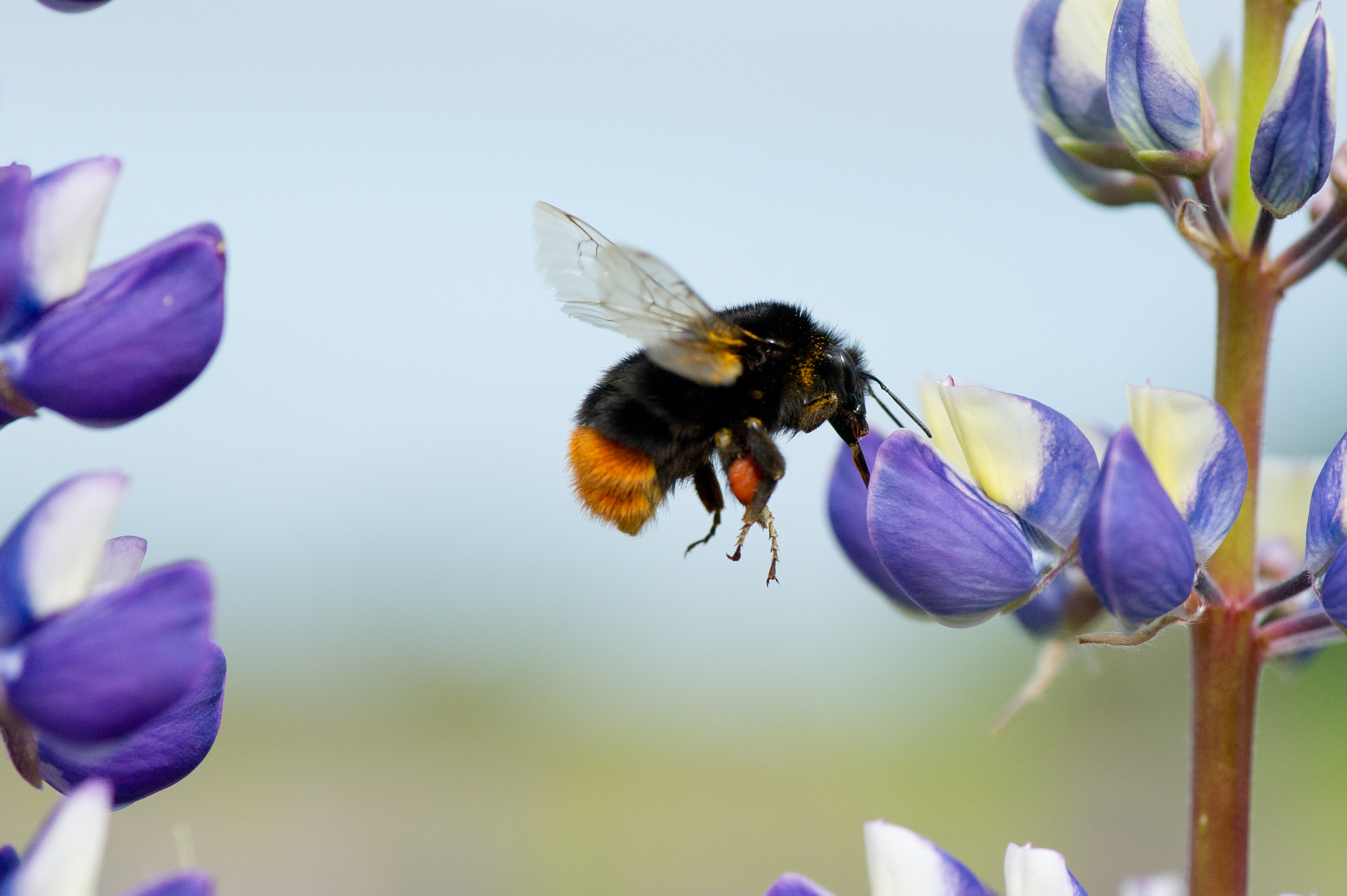
Drottning av stenhumla
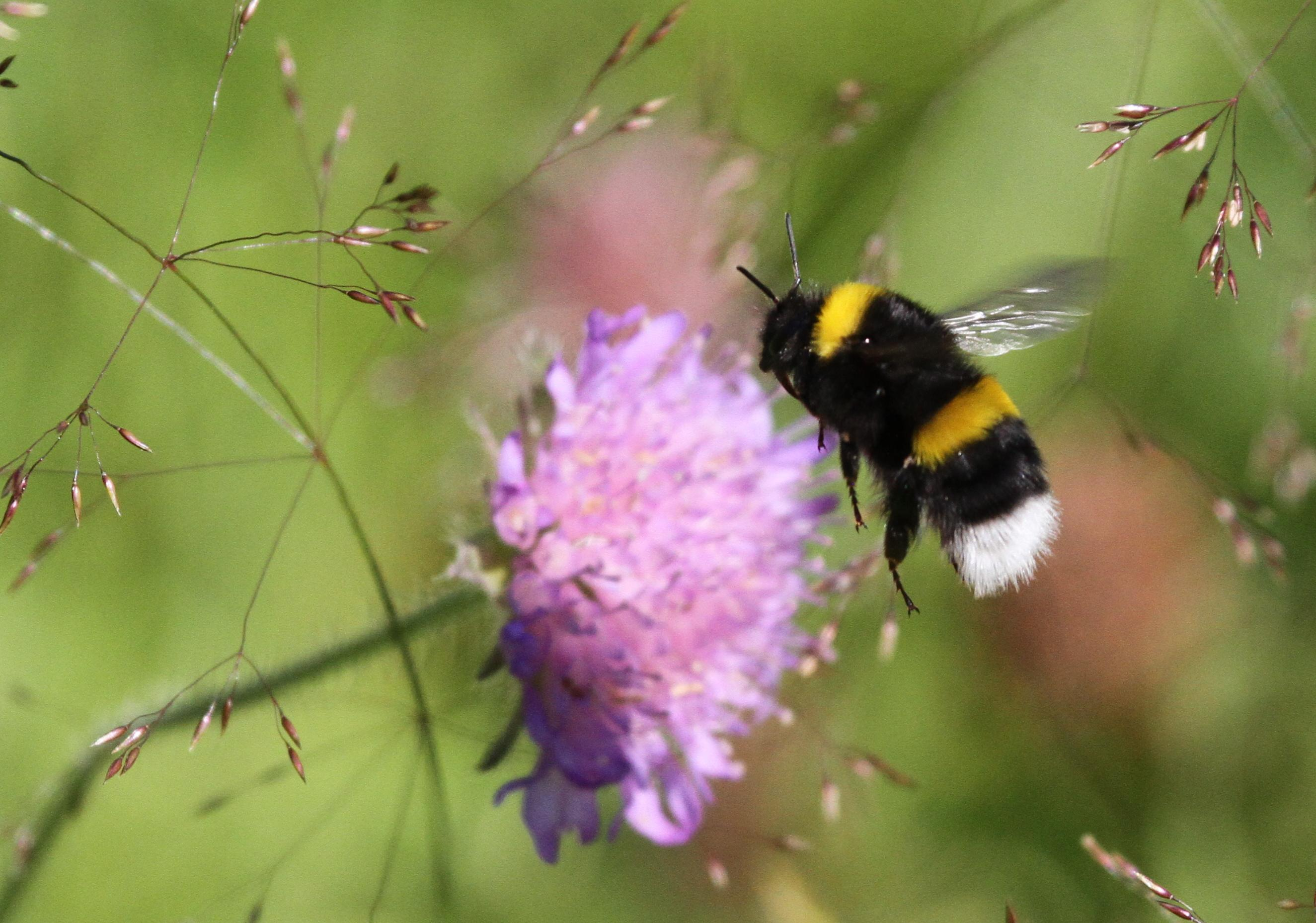
Drottning av ljus jordhumla (lundhumla)
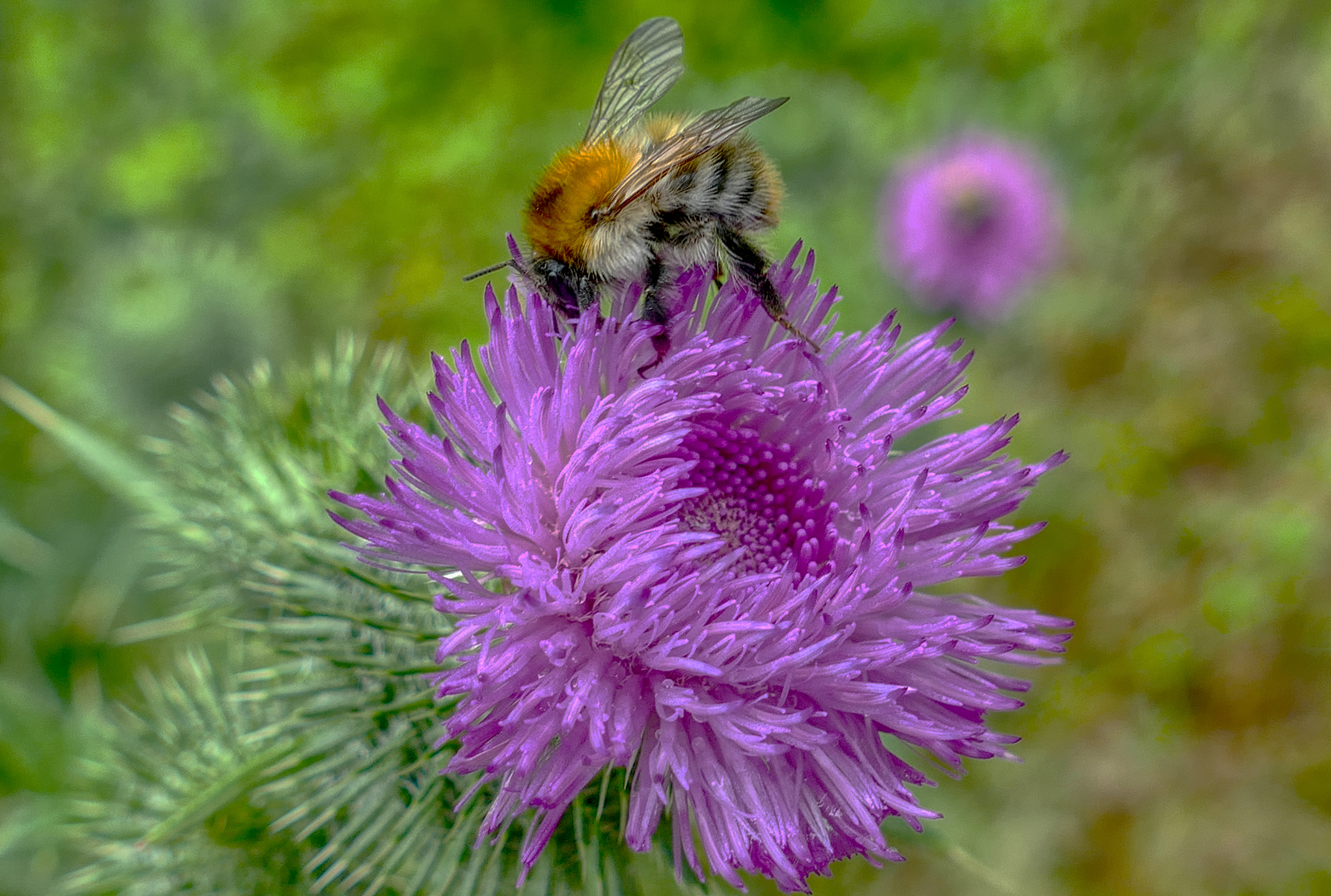
Åkerhumla på silvertistel
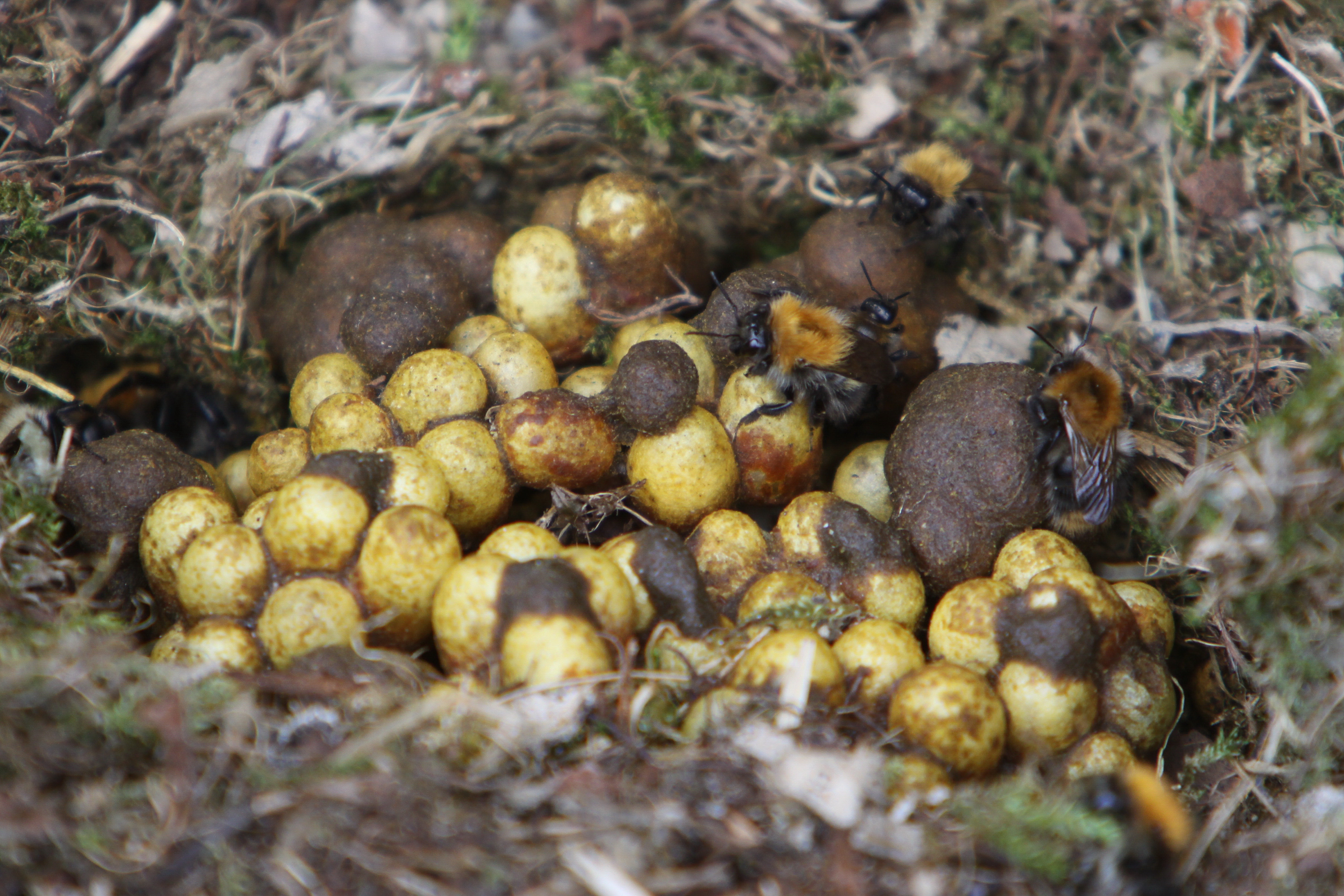
Bo av åkerhumla
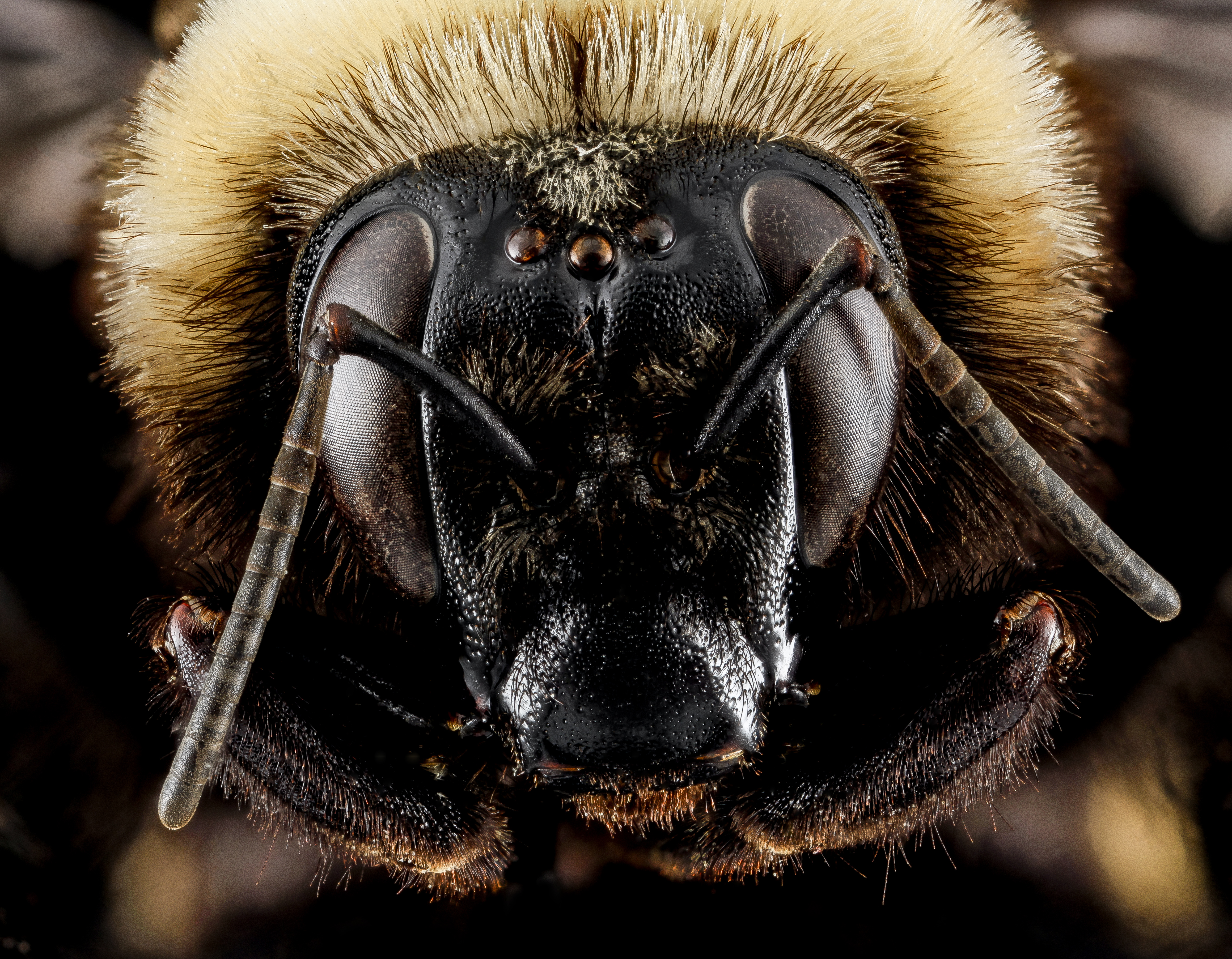
Huvud av Bombus auricomus
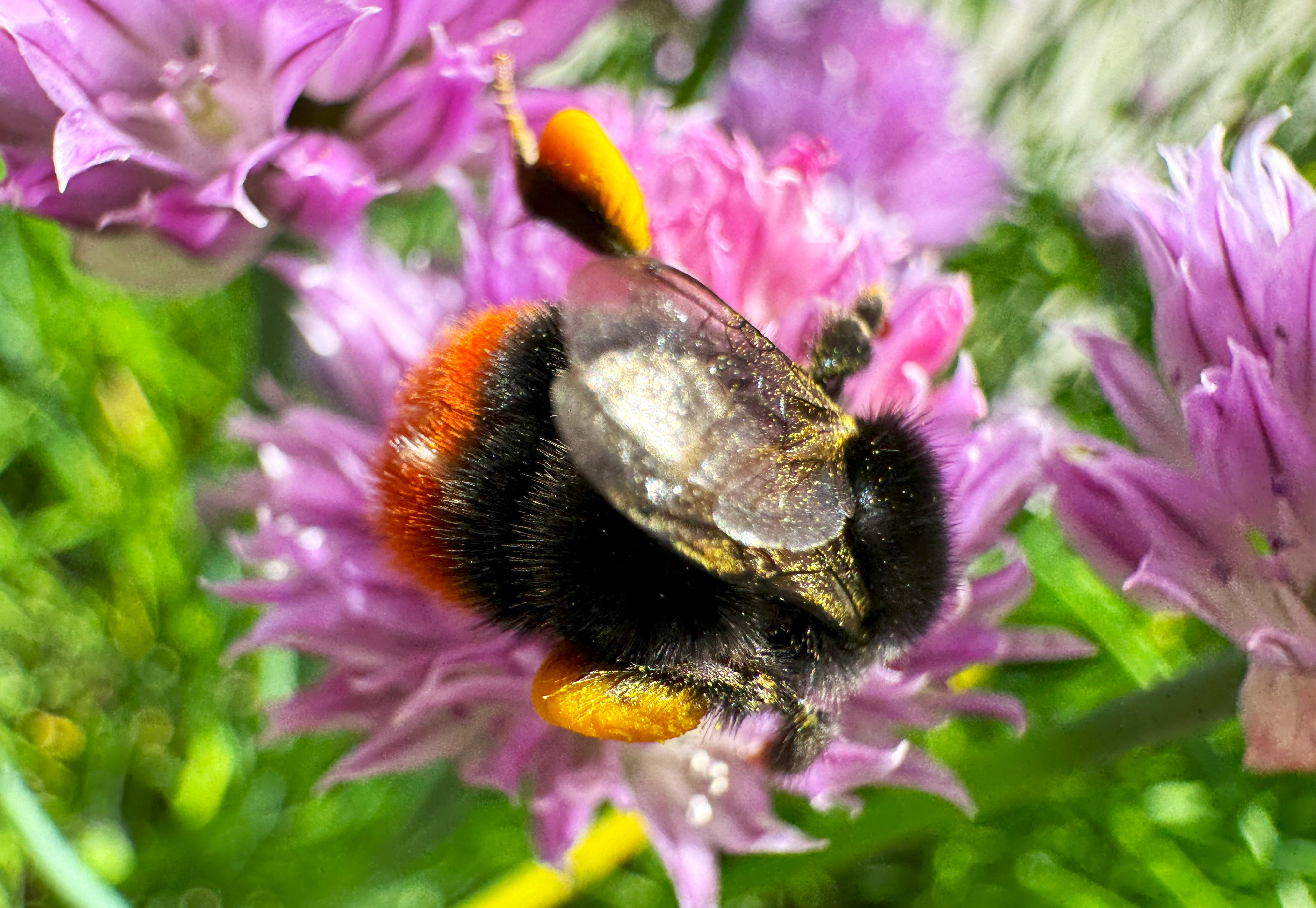
Humla med fyllda pollenkorgar

## Humlor (arter)
Nedanstående tabell har ambitionen att lista alla förekommande arter. Märk dock att arternas taxonomiska status ändras hela tiden; nya arter kommer till, existerande arter delas upp eller slås ihop. Alla arter erkänns dessutom inte av alla auktoriteter.
Som huvudkälla för arterna har Catalogue of Life använts. I några fall har andra källor utnyttjats; detta anges då med en fotnot vid det vetenskapliga namnet. Undersläktet är i regel källbelagt i artartiklarna; saknas sådana, har en fotnot till källan lagts till efter undersläktets namn i tabellen. 
I tabellen nedan kan man välja om raderna ska vara sorterade systematiskt (efter undersläkte), efter svenskt namn, eller efter vetenskapligt namn.
"†" före det vetenskapliga namnet anger en fossil, utdöd humla.
| Undersläkte          | Svenskt namn        |   | Vetenskapligt namn       | Utbredning |
| -------------------- | ------------------- | - | ------------------------ | --- |
| Alpigenobombus       |                     |   | Bombus angustus          | Taiwan |
| Alpigenobombus       |                     |   | Bombus breviceps         | Centralasien |
| Alpigenobombus       |                     |   | Bombus genalis           | Norra Indien, Bhutan, Myanmar, Tibet, sydvästra Kina. |
| Alpigenobombus       |                     |   | Bombus grahami           | Kina |
| Alpigenobombus       |                     |   | Bombus kashmirensis      | Östasien |
| Alpigenobombus       |                     |   | Bombus nobilis           | Indiska halvön, Östasien |
| Alpigenobombus       | Tjuvhumla           |   | Bombus wurflenii         | Nord- och Centraleuropa, Ryssland, norra Turkiet |
| Alpinobombus         | Alphumla            |   | Bombus alpinus           | Nordeuropa, Alperna |
| Alpinobombus         | Fjällhumla          |   | Bombus balteatus         | norra Norden, östra Sibirien |
| Alpinobombus         |                     |   | Bombus kirbiellus        | västra USA (bergen), Kanada, Alaska (räknades förr som en form av fjällhumla)                                                                                        |
| Alpinobombus         | Tundrahumla         |   | Bombus hyperboreus       | norra Norden, norra Ryssland, Arktis (påträffad på Grönland) |
| Alpinobombus         |                     |   | Bombus natvigi           | Nordamerika (Arktis) |
| Alpinobombus         |                     |   | Bombus neoboreus         | Nordamerika, Arktis |
| Alpinobombus         |                     |   | Bombus polaris           | Arktiska Alaska, Kanada och norra Grönland |
| Alpinobombus         | Polarhumla          |   | Bombus pyrrhopygus       | Skandinaviska fjällkedjan, norra Ryssland |
| Bombias              |                     |   | Bombus auricomus         | Nordamerika |
| Bombias              |                     |   | Bombus confusus          | Mellaneuropa, Sydeuropa |
| Bombias              |                     |   | Bombus nevadensis        | Nordamerika |
| Bombus sensu stricto |                     |   | Bombus affinis           | Nordamerika |
| Bombus sensu stricto | Skogsjordhumla      |   | Bombus cryptarum         | Europa, Sibirien, Kina, Nordamerika |
| Bombus sensu stricto |                     |   | Bombus franklini         | Nordamerika |
| Bombus sensu stricto |                     |   | Bombus hypocrita         | Japan, Korea |
| Bombus sensu stricto |                     |   | Bombus ignitus           | Östasien |
| Bombus sensu stricto | Ljus jordhumla      |   | Bombus lucorum           | Europa, Asien, Nordamerika |
| Bombus sensu stricto | Kragjordhumla       |   | Bombus magnus            | Nordeuropa, Västeuropa |
| Bombus sensu stricto |                     |   | Bombus occidentalis      | Nordamerika |
| Bombus sensu stricto |                     |   | Bombus patagiatus        | Kina |
| Bombus sensu stricto |                     | † | Bombus randeckensis      | Fossil; sydvästra Tyskland |
| Bombus sensu stricto | Rallarjordhumla     |   | Bombus sporadicus        | Nordeuropa, Ryssland, norra Asien |
| Bombus sensu stricto | Mörk jordhumla      |   | Bombus terrestris        | Europa, Västasien, Nordafrika, Sydamerika, Tasmanien, Nya Zeeland |
| Bombus sensu stricto |                     |   | Bombus terricola         | Nordamerika |
| Bombus sensu stricto |                     |   | Bombus tunicatus         | Indiska halvön, södra Centralasien |
| Cullumanobombus      |                     |   | Bombus crotchii          | USA |
| Cullumanobombus      |                     |   | Bombus baeri             | Västra Sydamerika |
| Cullumanobombus      |                     |   | Bombus brachycephalus    | Centralamerika |
| Cullumanobombus      |                     |   | Bombus coccineus         | Nordvästra Sydamerika |
| Cullumanobombus      | Stäpphumla          |   | Bombus cullumanus        | Frankrike |
| Cullumanobombus      |                     |   | Bombus ecuadorius        | Nordvästra Sydamerika |
| Cullumanobombus      |                     |   | Bombus fraternus         | Nordamerika |
| Cullumanobombus      |                     |   | Bombus funebris          | Västra Sydamerika |
| Cullomanobombus      |                     |   | Bombus griseocollis      | Nordamerika |
| Cullumanobombus      |                     |   | Bombus handlirschi       | Västra Sydamerika |
| Cullumanobombus      |                     |   | Bombus haueri            | Södra Nordamerika |
| Cullumanobombus      |                     |   | Bombus hortulanus        | Norra Sydamerika |
| Cullumanobombus      |                     |   | Bombus macgregori        | Centralamerika |
| Cullumanobombus      |                     |   | Bombus melaleucus        | Nordvästra Sydamerika |
| Cullumanobombus      |                     |   | Bombus morrisoni         | Västra Nordamerika |
| Cullumanobombus      |                     |   | Bombus robustus          | Nordvästra Sydamerika |
| Cullumanobombus      |                     |   | Bombus rohweri           | Nordvästra Sydamerika |
| Cullumanobombus      |                     |   | Bombus rubicundus        | Centralamerika, norra Sydamerika |
| Cullumanobombus      |                     |   | Bombus rufocinctus       | Nordamerika |
| Cullumanobombus      | Vitnoshumla         |   | Bombus semenoviellus     | Östra, centrala till södra Europa |
| Cullumanobombus      |                     |   | Bombus tucumanus         | Västra Sydamerika |
| Cullumanobombus      |                     |   | Bombus unicus            | Östligaste Sibirien (Ryssland) |
| Cullumanobombus      |                     |   | Bombus vogti             | Västra Sydamerika |
| Cullumanobombus      |                     |   | Bombus volucelloides     | Mellan- och Sydamerika |
| Incertae sedis       |                     | † | Bombus anacolus          | Fossil; Shandong-provinsen i Kina |
| Incertae sedis       |                     | † | Bombus cerdanyensis      | Fossil; Spanien |
| Incertae sedis       |                     | † | Bombus dilectus          | Fossil; Shandong-provinsen i Kina |
| Incertae sedis       |                     | † | Bombus luianus           | Fossil; Shandong-provinsen i Kina |
| Incertae sedis       |                     | † | Bombus proavus           | Fossil; Washington (delstat), USA |
| Incertae sedis       |                     | † | Bombus vetustus          | Fossil; östra Ryssland |
| Kallobombus          | Blåklockshumla      |   | Bombus soroeensis        | Europa, Asien |
| Megabombus           |                     |   | Bombus argillaceus       | Sydeuropa, Östeuropa, Balkan, USA |
| Megabombus           |                     |   | Bombus bicoloratus       | Södra och centrala Kina |
| Megabombus           | Stormhattshumla     |   | Bombus consobrinus       | norra Norden, Ungern, Ryssland, norra Asien |
| Megabombus           |                     |   | Bombus czerskii          | Mellersta Östasien |
| Megabombus           |                     |   | Bombus diversus          | Japan, Korea |
| Megabombus           |                     |   | Bombus gerstaeckeri      | Sydeuropa, Mellaneuropa, östra Nordeuropa |
| Megabombus           | Trädgårdshumla      |   | Bombus hortorum          | Europa, Asien till Iran i söder, Nya Zeeland (införd) |
| Megabombus           |                     |   | Bombus irisanensis       | Filippinerna |
| Megabombus           |                     |   | Bombus koreanus          | Kina, Korea |
| Megabombus           |                     |   | Bombus longipes          | Nordöstra och centrala Kina |
| Megabombus           |                     |   | Bombus melanopoda        | Sumatra |
| Megabombus           |                     |   | Bombus portchinsky       | Turkiet, Armenien, Iran |
| Megabombus           |                     |   | Bombus reinigiellus      | Sierra Nevada, Spanien. Vissa forskare betraktar detta taxon som en synonym till eller form av trädgårdshumla (Bombus hortorum)                                      |
| Megabombus           |                     |   | Bombus religiosus        | Centralasien |
| Megabombus           | Fälthumla           |   | Bombus ruderatus         | Centraleuropa, Sydeuropa, Nordafrika, Nordvästasien |
| Megabombus           |                     |   | Bombus saltuarius        | Norra Ryssland, Kina. Vissa forskare betraktar detta taxon som en form av Bombus tichenkoi.                                                                          |
| Megabombus           |                     |   | Bombus securus           | Centrala Kina |
| Megabombus           |                     |   | Bombus senex             | Sumatra |
| Megabombus           |                     |   | Bombus supremus          | Kina |
| Megabombus           |                     |   | Bombus sushkini          | Nordasien, Centralasien. Artens taxonomiska ställning är omstridd; vissa auktoriteter betraktar den som en synonym till Bombus tichenkoi.                            |
| Megabombus           |                     |   | Bombus tichenkoi         | centrala till nordöstra Ryssland |
| Megabombus           |                     |   | Bombus trifasciatus      | Östasien |
| Megabombus           |                     |   | Bombus ussurensis        | Norra Östasien |
| Melanobombus         |                     |   | Bombus alagesianus       | Turkiet, Sydväst- och Centralasien. Taxonomin är omstridd; många forskare betraktar taxonet som en synonym till Bombus keriensis                                     |
| Melanobombus         |                     |   | Bombus erzurumensis      | Nordöstra Turkiet och norra Iran. Omstridd art; vissa forskare betraktar den endast som en form av Bombus sichelii.                                                  |
| Melanobombus         |                     |   | Bombus eximius           | Centralasien och Sydostasien |
| Melanobombus         |                     |   | Bombus festivus          | Sydostasien |
| Melanobombus         |                     |   | Bombus formosellus       | Taiwan. Vissa forskare betraktar denna art som en synonym till Bombus miniatus.                                                                                      |
| Melanobombus         |                     |   | Bombus friseanus         | Centralasien |
| Melanobombus         |                     |   | Bombus incertus          | Väst- och Centralasien |
| Melanobombus         |                     |   | Bombus keriensis         | Södra och centrala Asien |
| Melanobombus         |                     |   | Bombus ladakhensis       | Indiska halvön, Östasien |
| Melanobombus         | Stenhumla           |   | Bombus lapidarius        | Europa |
| Melanobombus         |                     |   | Bombus miniatus          | Indiska halvön |
| Melanobombus         |                     |   | Bombus pyrosoma          | Östasien |
| Melanobombus         |                     |   | Bombus richardsiellus    | Tibet, Myanmar |
| Melanobombus         |                     |   | Bombus rufipes           | Sydöstasien |
| Melanobombus         |                     |   | Bombus rufofasciatus     | Östasien |
| Melanobombus         |                     |   | Bombus sichelii          | Mellaneuropa, Balkan |
| Melanobombus         |                     |   | Bombus simillimus        | Indiska halvön |
| Melanobombus         |                     |   | Bombus tanguticus        | Indiska halvön, södra Centralasien |
| Mendacibombus        |                     |   | Bombus avinoviellus      | Centralasien |
| Mendacibombus        |                     |   | Bombus convexus          | Centralasien |
| Mendacibombus        |                     |   | Bombus defector          | Centralasien, nordöstra Indien |
| Mendacibombus        |                     |   | Bombus handlirschianus   | Sydvästasien |
| Mendacibombus        |                     |   | Bombus himalayanus       | Centralasien |
| Mendacibombus        |                     |   | Bombus makarjini         | Europa, Nordasien (utom Kina), Sydasien Enligt vissa forskare bör individer av denna art fördelas mellan Bombus turkestanicus och Bombus mendax beroende på utseende |
| Mendacibombus        |                     |   | Bombus marussinus        | Centralasien |
| Mendacibombus        |                     |   | Bombus mendax            | Mellaneuropa, Sydeuropa (bergen) |
| Mendacibombus        |                     |   | Bombus superbus          | Kina, Nepal |
| Mendacibombus        |                     |   | Bombus turkestanicus     | Centralasien |
| Mendacibombus        |                     |   | Bombus waltoni           | Centralasien |
| Orientalibombus      |                     |   | Bombus braccatus         | Kina (Sichuan) |
| Orientalibombus      |                     |   | Bombus funerarius        | Centralasien |
| Orientalibombus      |                     |   | Bombus haemorrhoidalis   | Centralasien, Sydostasien |
| Psithyrus            |                     |   | Bombus ashtoni           | Nordamerika. Av vissa ansedd som varietet av jordsnylthumla. (Bombus bohemicus)                                                                                      |
| Psithyrus            | Trädgårdssnylthumla |   | Bombus barbutellus       | Sydeuropa, Centraleuropa, södra Nordeuropa, Asien till Mongoliet i öster                                                                                             |
| Psithyrus            |                     |   | Bombus bellardii         | Myanmar till södra och centrala Kina |
| Psithyrus            | Jordsnylthumla      |   | Bombus bohemicus         | Europa, Turkiet, norra Iran, norra Asien. Ev. Nordamerika (se Bombus ashtoni).                                                                                       |
| Psithyrus            |                     |   | Bombus branickii         | Centralasien, Indiska halvön |
| Psithyrus            | Åkersnylthumla      |   | Bombus campestris        | Europa, mellersta och norra Asien österut till Kamtjatka |
| Psithyrus            |                     |   | Bombus chinensis         | Tibet, centrala Kina |
| Psithyrus            |                     |   | Bombus citrinus          | Nordamerika |
| Psithyrus            |                     |   | Bombus coreanus          | Nordöstra Kina, Korea |
| Psithyrus            |                     |   | Bombus cornutus          | Indiska halvön, Kina |
| Psithyrus            |                     |   | Bombus expolitus         | Östra Tibet till Sichuan (egentliga Kina) |
| Psithyrus            |                     |   | Bombus ferganicus        | Centralasien, Indiska halvön |
| Psithyrus            |                     |   | Bombus fernaldae         | Nordamerika, Syd- och Mellaneuropa |
| Psithyrus            | Lappsnylthumla      |   | Bombus flavidus          | Skandinaviska fjällkedjan, Alperna, bergsområden i norra Spanien, Ryssland, Asien och Nordamerika                                                                    |
| Psithyrus            |                     |   | Bombus insularis         | Nordamerika |
| Psithyrus            |                     |   | Bombus monozonus         | Taiwan |
| Psithyrus            |                     |   | Bombus morawitzianus     | Centralasien |
| Psithyrus            | Hussnylthumla       |   | Bombus norvegicus        | Europa, Ryssland (inklusive den asiatiska delen), Japan |
| Psithyrus            |                     |   | Bombus novus             | Indiska halvön |
| Psithyrus            |                     |   | Bombus perezi            | Sydeuropa |
| Psithyrus            | Broksnylthumla      |   | Bombus quadricolor       | Europa, Turkiet |
| Psithyrus            | Stensnylthumla      |   | Bombus rupestris         | Europa, Sibirien, Mongoliet, norra Kazakstan, norra Kina |
| Psithyrus            |                     |   | Bombus skorikovi         | Östasien |
| Psithyrus            |                     |   | Bombus suckleyi          | Västra Nordamerika |
| Psithyrus            | Ängssnylthumla      |   | Bombus sylvestris        | Europa, mellersta och norra Asien, österut till Kamtjatka och Korea                                                                                                  |
| Psithyrus            |                     |   | Bombus tibetanus         | Östra Tibet, norra Kina |
| Psithyrus            |                     |   | Bombus turneri           | Östasien |
| Psithyrus            |                     |   | Bombus variabilis        | Nordamerika |
| Psithyrus            | Sydsnylthumla       |   | Bombus vestalis          | Sydeuropa till södra Nordeuropa, Turkiet, Iran |
| Pyrobombus           |                     |   | Bombus abnormis          | Indien |
| Pyrobombus           |                     |   | Bombus ardens            | Korea, Japan |
| Pyrobombus           |                     |   | Bombus avanus            | Myanmar, sydvästra Kina |
| Pyrobombus           |                     |   | Bombus beaticola         | Nordöstra Ryssland, Japan |
| Pyrobombus           |                     |   | Bombus bifarius          | Nordamerika |
| Pyrobombus           |                     |   | Bombus bimaculatus       | Nordamerika |
| Pyrobombus           |                     |   | Bombus biroi             | Centralasien, Indiska halvön |
| Pyrobombus           |                     |   | Bombus brodmannicus      | Sydeuropa, västligaste Asien |
| Pyrobombus           |                     |   | Bombus caliginosus       | Västra Nordamerika |
| Pyrobombus           |                     |   | Bombus centralis         | Västra Nordamerika |
| Pyrobombus           | Tajgahumla          |   | Bombus cingulatus        | Nordeuropa, Ryssland inklusive Sibirien |
| Pyrobombus           |                     |   | Bombus ephippiatus       | Södra Nordamerika, Mellanamerika |
| Pyrobombus           |                     |   | Bombus flavescens        | Sydostasien, Kina |
| Pyrobombus           |                     |   | Bombus flavifrons        | Nordamerika |
| Pyrobombus           |                     |   | Bombus frigidus          | västra USA |
| Pyrobombus           |                     |   | Bombus haematurus        | Mellaneuropa, Balkan |
| Pyrobombus           |                     |   | Bombus huntii            | Nordamerika |
| Pyrobombus           | Hushumla            |   | Bombus hypnorum          | Nordeuropa, Centraleuropa, Asien |
| Pyrobombus           |                     |   | Bombus impatiens         | Nordamerika |
| Pyrobombus           |                     |   | Bombus incognitus        | Nordamerika (Nyupptäckt; ännu [2022] ej godkänd som art) |
| Pyrobombus           |                     |   | Bombus infirmus          | Himalaya, Sydöstasien |
| Pyrobombus           |                     |   | Bombus infrequens        | Myanmar, centrala Kina |
| Pyrobombus           | Ljunghumla          |   | Bombus jonellus          | Europa, mellersta till norra Asien |
| Pyrobombus           |                     |   | Bombus kotzschi          | Afghanistan |
| Pyrobombus           | Lapphumla           |   | Bombus lapponicus        | Norra Norden, norra Asien till Sibirien, eventuellt västra Kina |
| Pyrobombus           |                     |   | Bombus lemniscatus       | Östasien |
| Pyrobombus           |                     |   | Bombus lepidus           | Indiska halvön, Östasien |
| Pyrobombus           |                     |   | Bombus luteipes          | Östasien |
| Pyrobombus           |                     |   | Bombus melanopygus       | Nordamerika |
| Pyrobombus           |                     |   | Bombus mirus             | Tibet, norra Indien |
| Pyrobombus           |                     |   | Bombus mixtus            | Amerika |
| Pyrobombus           |                     |   | Bombus modestus          | Central- och Östasien |
| Pyrobombus           | Berghumla           |   | Bombus monticola         | Europa (bergstrakter) |
| Pyrobombus           |                     |   | Bombus oceanicus         | Sachalin, Hokkaido |
| Pyrobombus           |                     |   | Bombus parthenius        | Indiska halvön, Kina |
| Pyrobombus           |                     |   | Bombus perplexus         | Nordamerika |
| Pyrobombus           |                     |   | Bombus picipes           | Kina |
| Pyrobombus           | Ängshumla           |   | Bombus pratorum          | Europa österut till Sibirien, Turkiet, Iran |
| Pyrobombus           |                     |   | Bombus pressus           | Nepal, Indien |
| Pyrobombus           |                     |   | Bombus pyrenaeus         | Mellaneuropa, Östeuropa, Balkan |
| Pyrobombus           |                     |   | Bombus rotundiceps       | Östasien |
| Pyrobombus           |                     |   | Bombus sandersoni        | Nordamerika |
| Pyrobombus           |                     |   | Bombus sitkensis         | Västra Nordamerika |
| Pyrobombus           |                     |   | Bombus sonani            | Taiwan |
| Pyrobombus           |                     |   | Bombus subtypicus        | Indiska halvön, Centralasien |
| Pyrobombus           |                     |   | Bombus sylvicola         | Nordamerika |
| Pyrobombus           |                     |   | Bombus ternarius         | Nordamerika |
| Pyrobombus           |                     |   | Bombus vagans            | Nordamerika |
| Pyrobombus           |                     |   | Bombus vandykei          | Västra USA |
| Pyrobombus           |                     |   | Bombus wilmattae         | Södra Mexiko |
| Pyrobombus           |                     |   | Bombus vosnesenskii      | Västra Nordamerika |
| Pyrobombus           |                     |   | Bombus wangae            | Kina |
| Sibiricobombus       |                     |   | Bombus asiaticus         | Centralasien, Indiska halvön |
| Sibiricobombus       |                     |   | Bombus morawitzi         | Central- och Östasien |
| Sibiricobombus       |                     |   | Bombus niveatus          | Sydvästasien |
| Sibiricobombus       |                     |   | Bombus oberti            | Indiska halvön, Centralasien |
| Sibiricobombus       |                     |   | Bombus obtusus           | Afghanistan |
| Sibiricobombus       |                     |   | Bombus sibiricus         | Indiska halvön, Centralasien, Sibirien |
| Sibiricobombus       |                     |   | Bombus sulfureus         | Sydvästasien |
| Subterraneobombus    |                     |   | Bombus amurensis         | Ryssland (Amur) |
| Subterraneobombus    |                     |   | Bombus appositus         | Västra Nordamerika |
| Subterraneobombus    |                     |   | Bombus borealis          | Nordamerika |
| Subterraneobombus    |                     |   | Bombus difficillimus     | Centralasien och sydöstra Europa. Vissa auktoriteter betraktar detta taxon som en varietet av Bombus melanurus.                                                      |
| Subterraneobombus    | Klöverhumla         |   | Bombus distinguendus     | Nordeuropa, Mellaneuropa, Nordasien |
| Subterraneobombus    |                     |   | Bombus fedtschenkoi      | Centralasien |
| Subterraneobombus    |                     |   | Bombus fragrans          | Östeuropa, Turkiet, Kina |
| Subterraneobombus    |                     |   | Bombus melanurus         | Asien |
| Subterraneobombus    |                     |   | Bombus mongolensis       | Mongoliet |
| Subterraneobombus    |                     |   | Bombus personatus        | Centralasien |
| Subterraneobombus    | Vallhumla           |   | Bombus subterraneus      | Europa, Asien österut till norra Mongoliet, Nya Zeeland (införd) |
| Thoracobombus        |                     |   | Bombus anachoreta        | Norra Kina, Korea, Japan |
| Thoracobombus        |                     |   | Bombus armeniacus        | Östeuropa, Västasien, Centralasien |
| Incertae sedis       |                     |   | Bombus pauloensis        | Sydamerika |
| Thoracobombus        |                     |   | Bombus atripes           | Centrala Östasien |
| Thoracobombus        |                     |   | Bombus bellicosus        | Centrala Sydamerika |
| Thoracobombus        |                     |   | Bombus brasiliensis      | Brasilien, Paraguay, Argentina |
| Thoracobombus        |                     |   | Bombus brevivillus       | Nordöstra Sydamerika |
| Thoracobombus        |                     |   | Bombus californicus      | Västra Nordamerika |
| Thoracobombus        |                     |   | Bombus deuteronymus      | Kina, Nordostasien |
| Thoracobombus        |                     |   | Bombus dahlbomii         | Sydvästra Sydamerika |
| Thoracobombus        |                     |   | Bombus digressus         | Guatemala, Costa Rica |
| Thoracobombus        |                     |   | Bombus diligens          | Mellanamerika |
| Thoracobombus        |                     |   | Bombus excellens         | Nordvästra Sydamerika |
| Thoracobombus        |                     |   | Bombus exil              | Östasien |
| Thoracobombus        |                     |   | Bombus fervidus          | Nordamerika |
| Thoracobombus        |                     |   | Bombus filchnerae        | Centralasien |
| Thoracobombus        |                     |   | Bombus hedini            | Kina |
| Thoracobombus        |                     |   | Bombus honshuensis       | Japan |
| Thoracobombus        | Backhumla           |   | Bombus humilis           | Europa, Turkiet |
| Thoracobombus        |                     |   | Bombus imitator          | Kina |
| Thoracobombus        |                     |   | Bombus impetuosus        | Centralasien |
| Thoracobombus        |                     |   | Bombus inexspectatus     | Alperna, nordvästra Spanien |
| Thoracobombus        |                     |   | Bombus laesus            | Syd-, Central- och Östeuropa, Västasien, Sibirien |
| Thoracobombus        |                     |   | Bombus medius            | Södra Nordamerika, Centralamerika |
| Thoracobombus        |                     |   | Bombus mesomelas         | Mellaneuropa, Sydeuropa (bergen) |
| Thoracobombus        |                     |   | Bombus mexicanus         | Södra Nordamerika, Centralamerika |
| Thoracobombus        |                     |   | Bombus mlokosievitzii    | Balkan, Sydvästasien |
| Thoracobombus        |                     |   | Bombus morio             | Sydamerika |
| Thoracobombus        |                     |   | Bombus mucidus           | Mellaneuropa, Sydeuropa (bergen) |
| Thoracobombus        | Mosshumla           |   | Bombus muscorum          | Europa, Asien |
| Thoracobombus        |                     |   | Bombus opifex            | Sydamerika |
| Thoracobombus        |                     |   | Bombus opulentus         | Nordostkina, Korea |
| Thoracobombus        | Åkerhumla           |   | Bombus pascuorum         | Europa utom längst i norr, de tempererade delarna av Asien österut till Kina                                                                                         |
| Thoracobombus        |                     |   | Bombus pensylvanicus     | Nordamerika |
| Thoracobombus        |                     |   | Bombus persicus          | Västasien |
| Thoracobombus        | Frukthumla          |   | Bombus pomorum           | Centraleuropa, Östeuropa |
| Thoracobombus        |                     |   | Bombus pseudobaicalensis | Östasien |
| Thoracobombus        |                     |   | Bombus pullatus          | Centralamerika, norra Sydamerika |
| Thoracobombus        |                     |   | Bombus remotus           | Centralasien |
| Thoracobombus        |                     |   | Bombus rubriventris      | Brasilien |
| Thoracobombus        | Gräshumla           |   | Bombus ruderarius        | Europa, Turkiet |
| Thoracobombus        |                     |   | Bombus schrencki         | Östeuropa, Nord- och Centralasien |
| Thoracobombus        |                     |   | Bombus sonorus           | Nordamerika. Taxonet är omdebatterat och anses av vissa auktoriteter vara en synonym till Bombus pennsylvanicus.                                                     |
| Thoracobombus        |                     |   | Bombus steindachneri     | Mexiko. Vissa auktoriteter betraktar detta taxon som en synonym till Bombus medius.                                                                                  |
| Thoracobombus        | Haghumla            |   | Bombus sylvarum          | Europa, Turkiet, Kazakstan |
| Thoracobombus        |                     |   | Bombus transversalis     | Sydamerika |
| Thoracobombus        |                     |   | Bombus tricornis         | Östasien |
| Thoracobombus        |                     |   | Bombus trinominatus      | Södra Mexiko |
| Thoracobombus        |                     |   | Bombus weisi             | Södra Nordamerika, Centralamerika |
| Thoracobombus        |                     |   | Bombus velox             | Europa och Nordasien utom Kina |
| Thoracobombus        | Sandhumla           |   | Bombus veteranus         | Nordeuropa, Centraleuropa, Kazakstan, Mongoliet |
| Thoracobombus        |                     |   | Bombus zonatus           | Södra Östeuropa, Ryssland, Turkiet, Iran |

### Bokkällor
- Goulson, Dave (2010). Bumblebees Behaviour, Ecology, and Conservation. Oxford: Oxford University Press. ISBN 978-0-19-955307-5
- Michener, Charles D. (2000). The Bees of the World. Baltimore, USA: Johns Hopkins University Press. ISBN 0-8018-6133-0
- Björn Cederberg; Bo Mossberg (illustrationer) (2020). Humlor i Sverige. Bonnier Fakta. ISBN 9789178871018